# Главиница
Главиница (болг. Главиница) — город в Болгарии. Находится в Силистренской области, входит в общину Главиница. Население составляет 1653 человека (2022).

## Политическая ситуация
Кмет (мэр) общины Главиница — Насуф Махмуд Насуф (Движение за права и свободы (ДПС)) по результатам выборов.